# Jose Arcilla
Jose S. Arcilla S.J. (18 september 1927 – Quezon City, 26 januari 2024) was een Filipijns geestelijke, hoogleraar en historisch schrijver. 

## Levensloop
Arcilla werd geboren op 18 september 1927 in de Filipijnen. Op 13 juli 1946 trad hij toe tot de orde van de jezuïeten en op 19 juni 1960 werd hij tot priester gewijd. Arcilla studeerde aan Berchmans College in Cebu City, waar hij in 1953 een Bachelor of Arts-diploma en in 1954 een Master of Arts-diploma behaalde. Nadien studeerde hij theologie aan het Woodstock College in Maryland in de Verenigde Staten. In 1965 voltooide hij een master-opleiding Geschiedenis aan de Loyola-universiteit Chicago.
Arcilla was van 1964 tot 1968 hoofd van de Faculteit Geschiedenis van de Ateneo de Cagayan. Van 1968 tot 1969 werkte hij voor de Faculteit Geschiedenis van de Ateneo de Davao. Vanaf 1969 werkte Arcilla 47 jaar voor de Ateneo de Manila University. Hij was onder meer actief als archivaris en doceerde geschiedenis Uiteindelijk was Arcilla hoogleraar Geschiedenis en van 1989 tot 1992 hoofd van de Faculteit Geschiedenis van de Ateneo de Manila. Hij doceerde nog tot op hoge leeftijd, totdat hij daar in 2016 mee stopte.
Arcilla schreef diverse historische boeken, zoals: An Introduction to Philippine History (1971 en 1998), The Ateneo de Manila University: 150 Years of Engaging the Nation (2009) en Jesuits in Mindanao: A Mission (2013). Ook schreef hij in 2011 een ode aan de Filipijnse nationale held Jose Rizal. Daarnaast schreef hij artikelen als "The Pangasinan Uprising: 1762-1765", gepubliceerd in de Philippine Historical Review (1971), en "The Christianization of Davao: Excerpts from Jesuit Missionaries", in de Philippine Studies Quarterly, nr. 2 (1971).
In 1995 won Arcilla de Premio Zobel, een prijs voor Filipijnse schrijvers in de Spaanse taal.
Arcilla overleed in 2024 op 96-jarige leeftijd. Hij werd begraven op de Sacred Heart Novitiate Cemetery in Quezon City.